# اقیانوس ژرف عشق
اقیانوس ژرف عشق (انگلیسی: Love's Deep Ocean) یک آلبوم استودیویی از عالم قاسموف و فرغانه قاسموا است. این آلبوم شامل ۹ تصنیف بر اساس موسیقی مقامی آذربایجانی است.

## فهرست قطعه‌ها
| شماره | نام                                | نویسنده(ها) | عنوان آذربایجانی                                 | مدت   |
| ----- | ---------------------------------- | ----------- | ------------------------------------------------ | ----- |
| ۱.    | «باگیشلا مانی»                     | موسیقی سنتی | Bagishla Mani                                    | ۶:۲۵  |
| ۲.    | «ترانه‌های شوشتر مقام‌وند (بیا بیا)» | موسیقی سنتی | Shushtar Magamunda Bastachar Mahnelare (Gäl Gäl) | ۷:۱۱  |
| ۳.    | «تصنیف عراقی»                      | موسیقی سنتی | Iraq Tasnifi                                     | ۲:۵۱  |
| ۴.    | «مقام قطر»                         | موسیقی سنتی | Mugham Qatar                                     | ۹:۲۰  |
| ۵.    | «رنگ شوشتر»                        | موسیقی سنتی | Rang Shushtar                                    | ۶:۲۶  |
| ۶.    | «ای انکانلار»                      | عالم قاسموف | Ey Encanlar                                      | ۱۴:۴۰ |
| ۷.    | «شیروان مجروح»                     | موسیقی سنتی | Shirvan Shikastasi                               | ۹:۳۷  |
| ۸.    | «رقص (انفرادی بالابان)»            | موسیقی سنتی | Raqs (Balaban Solo)                              | ۳:۵۵  |
| ۹.    | «غزل فیضولی»                       | عالم قاسموف | Fizuli Ghazal                                    | ۹:۳۵  |

## بازخورد منتقدان
به گفتهٔ کایران مک‌کارتی، نویسندهٔ آل‌میوزیک، «صدای این مرد در بالاترین مرزهای یک فالستوی باشکوه، رقصیدن از نوایی به نوایی دیگر با سهولت غیرقابل تصور، واقعاً چیزی است که باید دید.» کن هانت، در میلواکی ژورنال سنتینل نوشته‌است که «اشعار بر عشق در جلوه‌های متنوع آن متمرکز است، که اغلب به صورت تمثیلی ارائه می‌شود، درست همان‌طور که در آشپزی آذربایجانی مواد را در برگ‌های تاک می‌پیچند».